# Ayres LM200 Loadmaster
Die Ayres LM200 Loadmaster war ein Fracht- und Mehrzweckflugzeug des US-amerikanischen Herstellers Ayres Corporation aus Albany im US-Bundesstaat Georgia. Es war konzipiert als Schulterdecker mit einem von einer Gasturbine angetriebenen Sechsblatt-Hamilton-Sundstrand-Propeller am Bug des Flugzeuges. Eine Druckkabine war nicht vorgesehen.

## Entwicklung
Die Ayres LM200 Loadmaster wurde weitgehend für die Bedürfnisse der Kleinpaket-Spediteure im November 1996 entwickelt. Der 54,5 m³ große Frachtraum kann zum Beispiel vier Standardcontainer (Unit Load Devices LD3) des Hauptkunden FedEx aufnehmen. Das Flugzeug ist technisch einfach und robust ausgelegt worden und besitzt daher auch nur ein festes Fahrwerk.
Die Produktion war in Dothan im US-Bundesstaat Alabama und in Kooperation mit dem tschechischen Flugzeughersteller LET – Aircraft Industries in der Tschechischen Stadt Kunovice vorgesehen.
Das Projekt wurde noch vor einem Erstflug der Maschine 2001 aus Geldmangel eingestellt.

## Technische Daten
- Länge: 21,03 m
- Flügelspannweite: 19,50 m
- Höhe: 6,85 m
- Flügelfläche: 42,13 m²
- 1× LHTEC-T800-4T-Triebwerk mit 2.400 PS im Bug
- Leergewicht: 4.082 kg
- Max. Startgewicht: 8.618 kg
- Max. Geschwindigkeit: 363 km/h
- Reisegeschwindigkeit: 306 km/h
- Steigrate (max. Startgewicht): 9,5 m/s
- max. Reichweite: 2.075 km
- Reichweite mit max. Zuladung: 1205 km
- 1–2 Mann Besatzung
- Bis 34 Passagiere oder 3.400 kg Zuladung

Siehe auch: Liste von Flugzeugtypen